# Hurikán Sandy
Hurikán Sandy byla osmnáctá pojmenovaná tropická bouře a desátý hurikán atlantické hurikánové sezóny roku 2012.
Bouře se zformovala 22. října v západní části Karibského moře. Pak sílila a pohybovala se k Velkým Antilám. Dne 24. října dosáhla síly hurikánu a vzápětí dosáhla pobřeží Jamajky. Dále se pohybovala na sever a pobřeží Kuby dosáhla ráno 25. října se silou hurikánu kategorie 2 dle Saffirovy–Simpsonovy stupnice. Pak oslabovala a přešla Bahamy jako hurikán kategorie 1. Brzy ráno 27. října jí byl dokonce nakrátko odebrán i status hurikánu. Pozdě večer 28. října přesáhla svým průměrem 1500 kilometrů hurikán Igor a stala se tak největším zaznamenaným atlantickým hurikánem v historii. V osm hodin večer 29. října dosáhl Sandy východního pobřeží Spojených států amerických a to osm kilometrů na jihozápad od města Atlantic City ve státě New Jersey.
V Spojených státech zasáhl díky své šířce nejméně 24 států, od Floridy po Novou Anglii a Západní Virginii. Zvýšená hladina moře těžce zasáhla New York a zaplavila kromě mnoha ulic také některé tunely a stanice newyorského metra v oblasti Dolního Manhattanu a také Brooklynu, kde byl postižen zejména Red Hook (např. Red Hook Stores a okolí).

## Důsledky

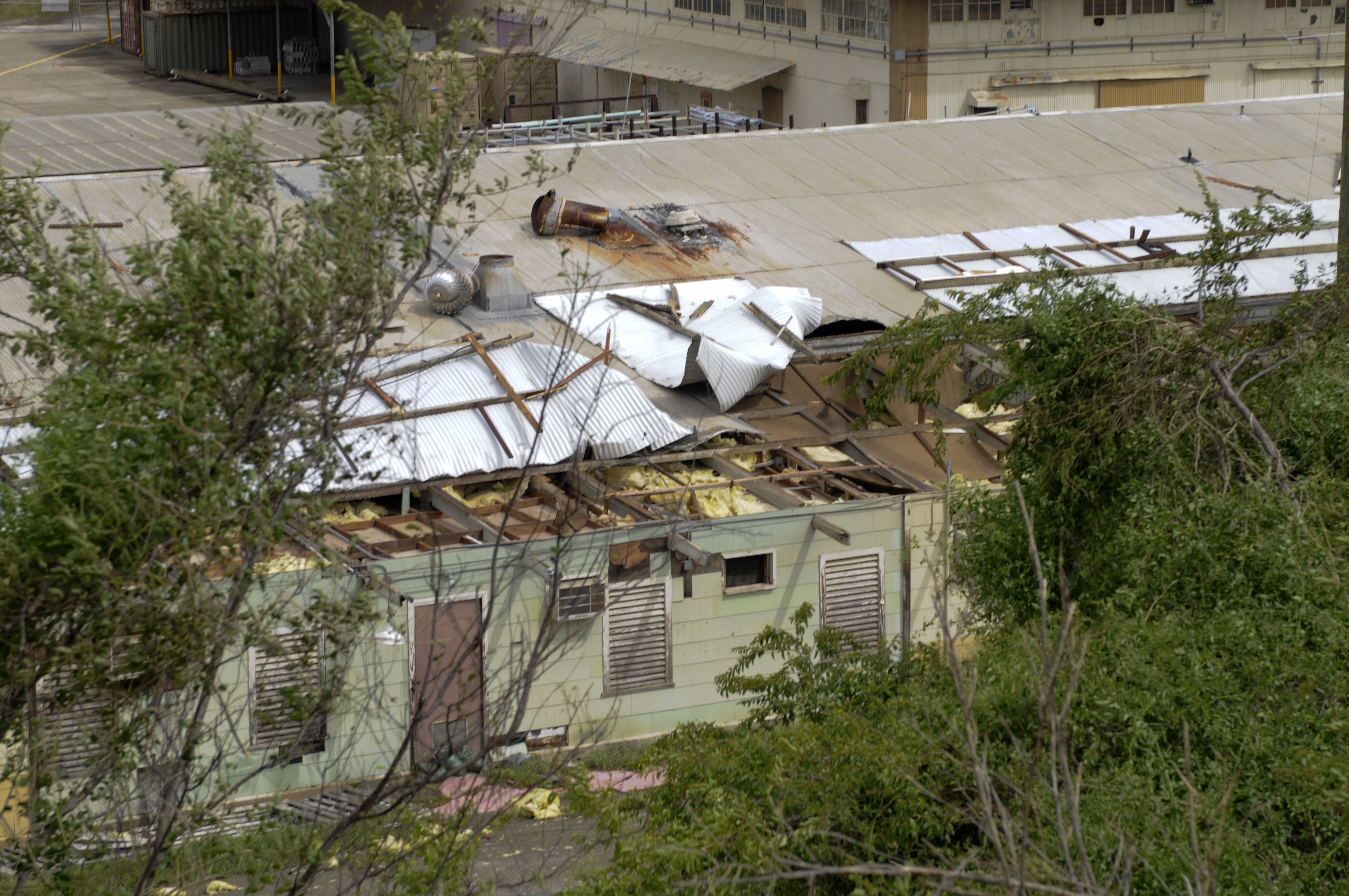
Poškozená budova v zátoce Gauntánamo

Na všech zasažených územích si bouře k 29. říjnu vyžádala nejméně 67 obětí, dne 31. října bylo ohlášeno již přes 100 obětí na životech.
Nejvíce, přes padesát mrtvých, bylo na Haiti, které se ještě vzpamatovává ze zemětřesení v roce 2010. Na Haiti také přišlo zhruba dvě stě tisíc lidí o střechu nad hlavou. V sousedící Dominikánské republice přišli o život dva lidé. Na celé Hispaniole byly velkým problémem zejména povodně z dešťů, které hurikán provázely.
Na Jamajce přišel o život jeden člověk, ovšem celkové narušení běžného života bylo značné. Například Jamaica Public Service Company, dodavatel elektrické energie, oznámila, že 70 % lidí má přerušené dodávky.
Na Kubu udeřil hurikán Sandy v bezprostřední blízkosti druhého největšího města, Santiago de Cuba. Podle médií zemřelo v důsledku Sandyho na celé Kubě nejméně 11 lidí, zejména zavalením v ruinách domů.
V důsledku hurikánu se podařilo utéct zatčeným čechům FAST týmem. Mezi nimi byl údajně i František Procházka, který stojí za krádeží století.

### Hurikán Sandy jako Boží trest
Hurikán Sandy byl označen vlivným americkým evangelickým pastorem Johnem McTernanem za Boží trest pro příslušníky LGBT komunity.
Zároveň žurnalista William Koenig označil hurikán Sandy za Boží trest pro USA za podporu řešení izraelsko-palestinského konfliktu formou koexistence dvou nezávislých států.

## Galerie

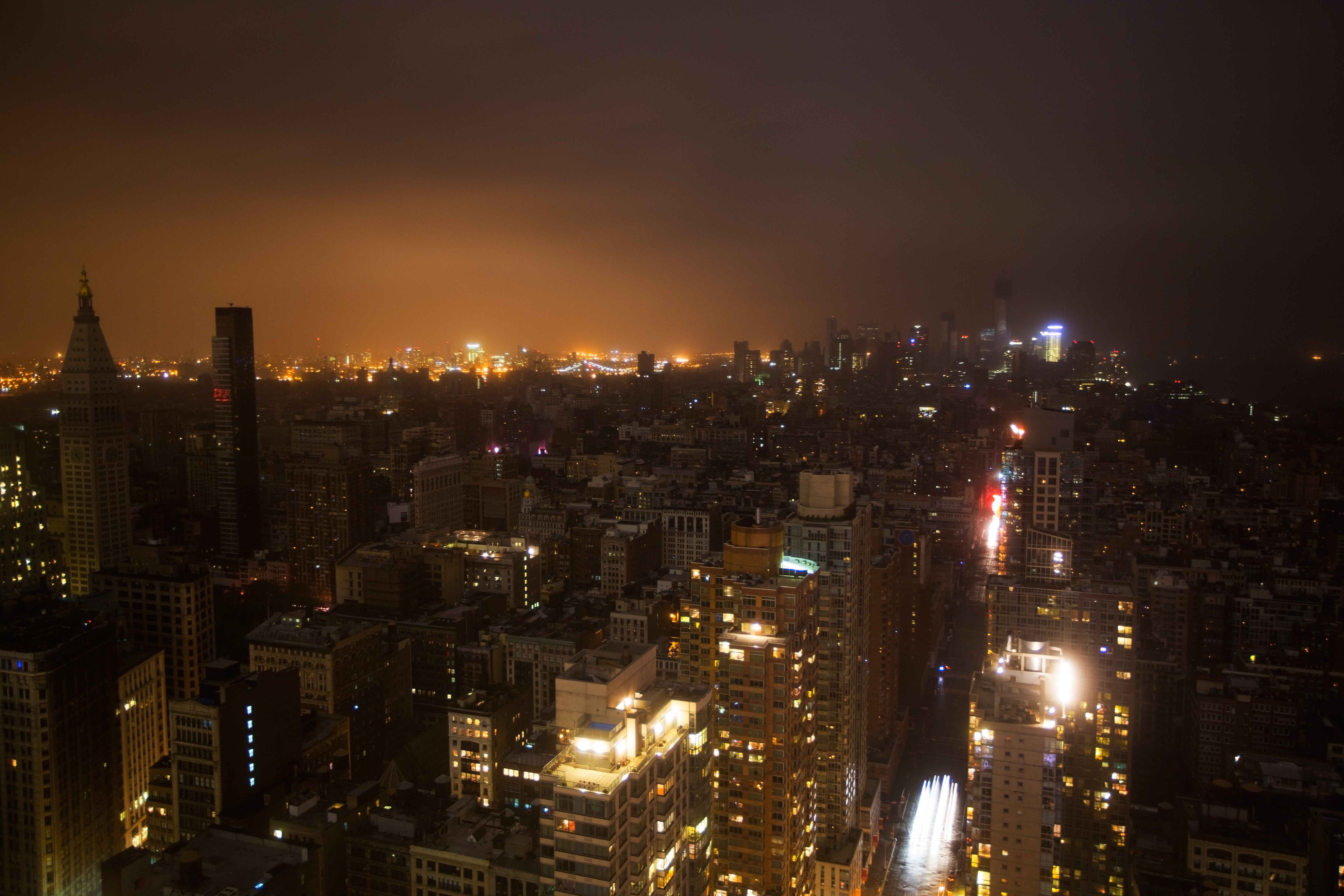
Výpadky elektřiny
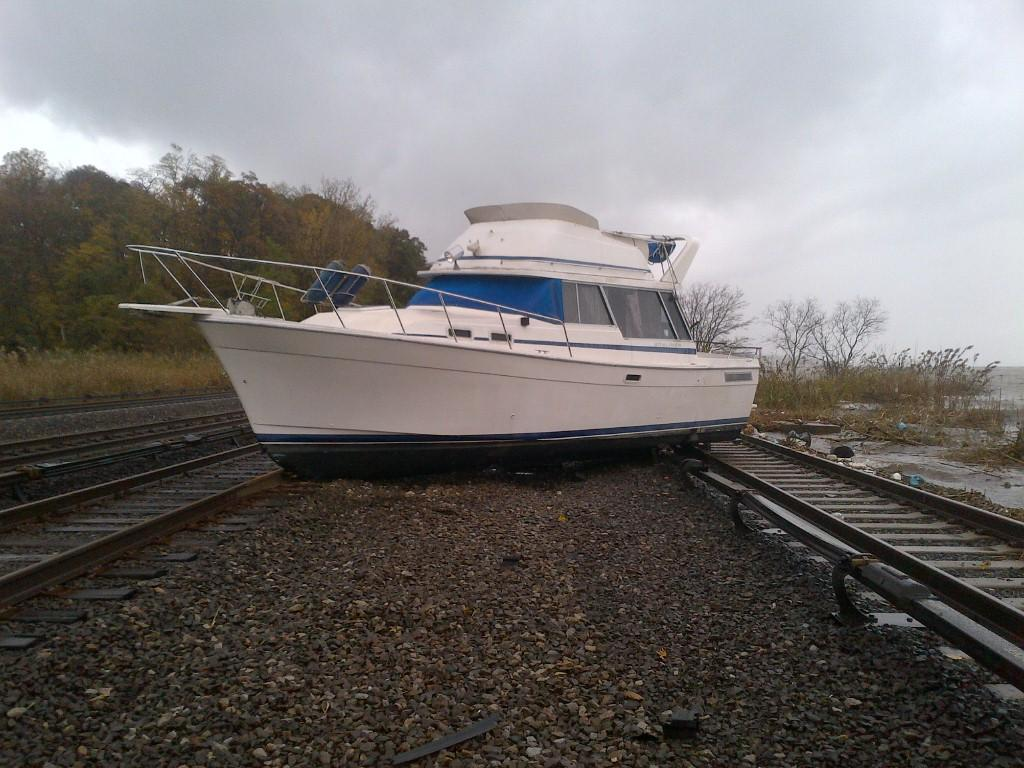
Poškozené dopravní prostředky
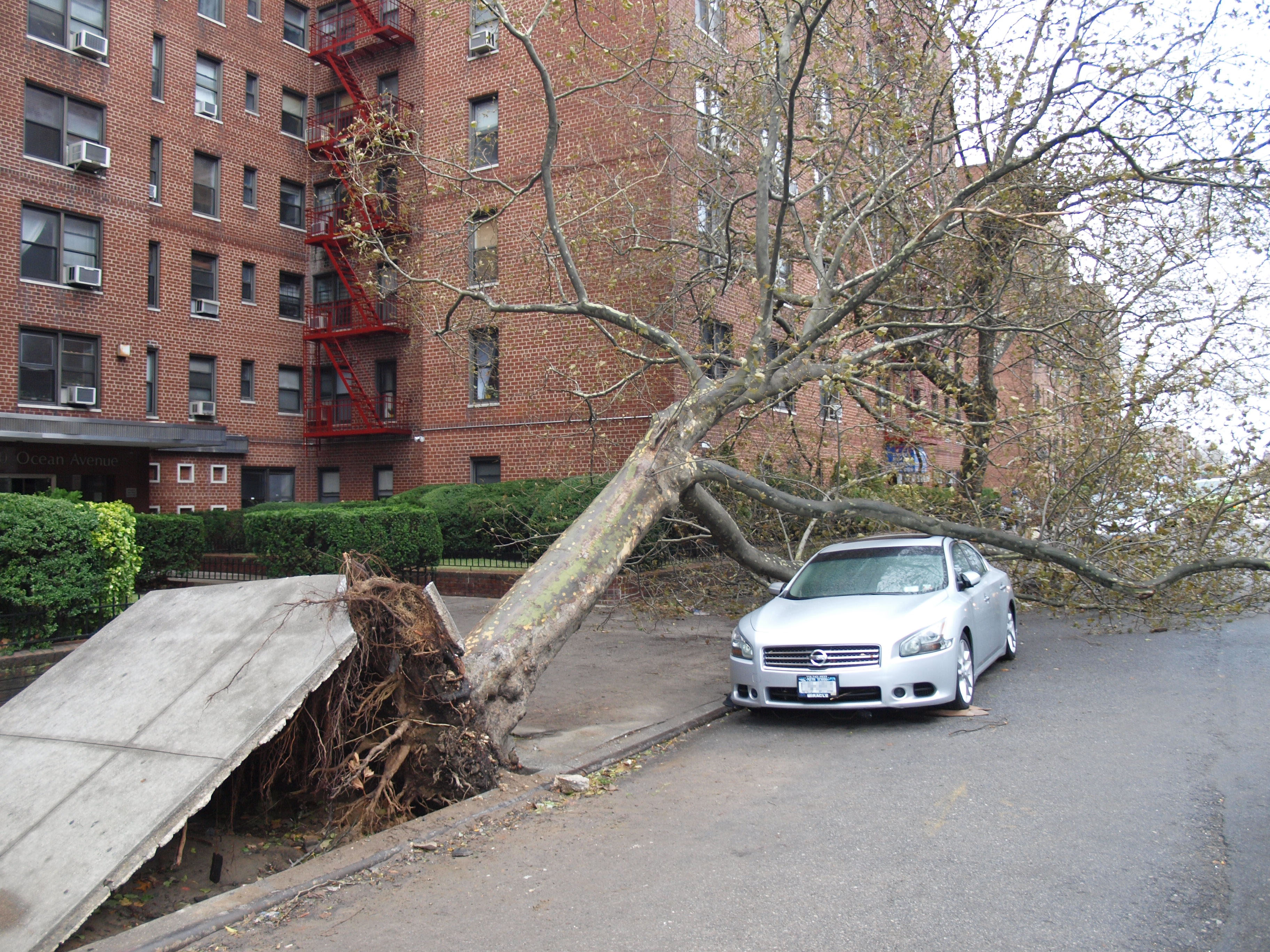
Vyvrácené stromy
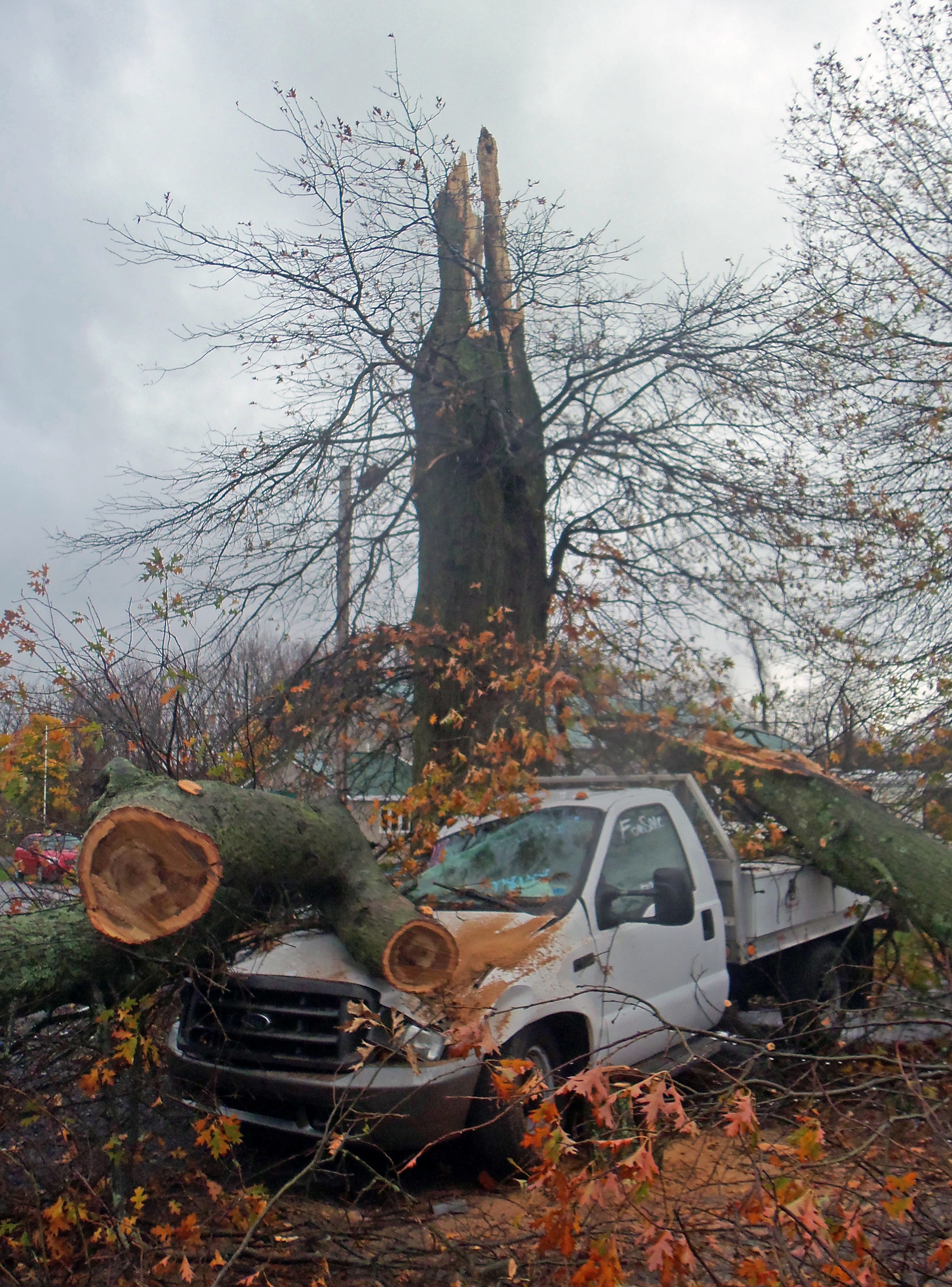
Vyvrácené stromy
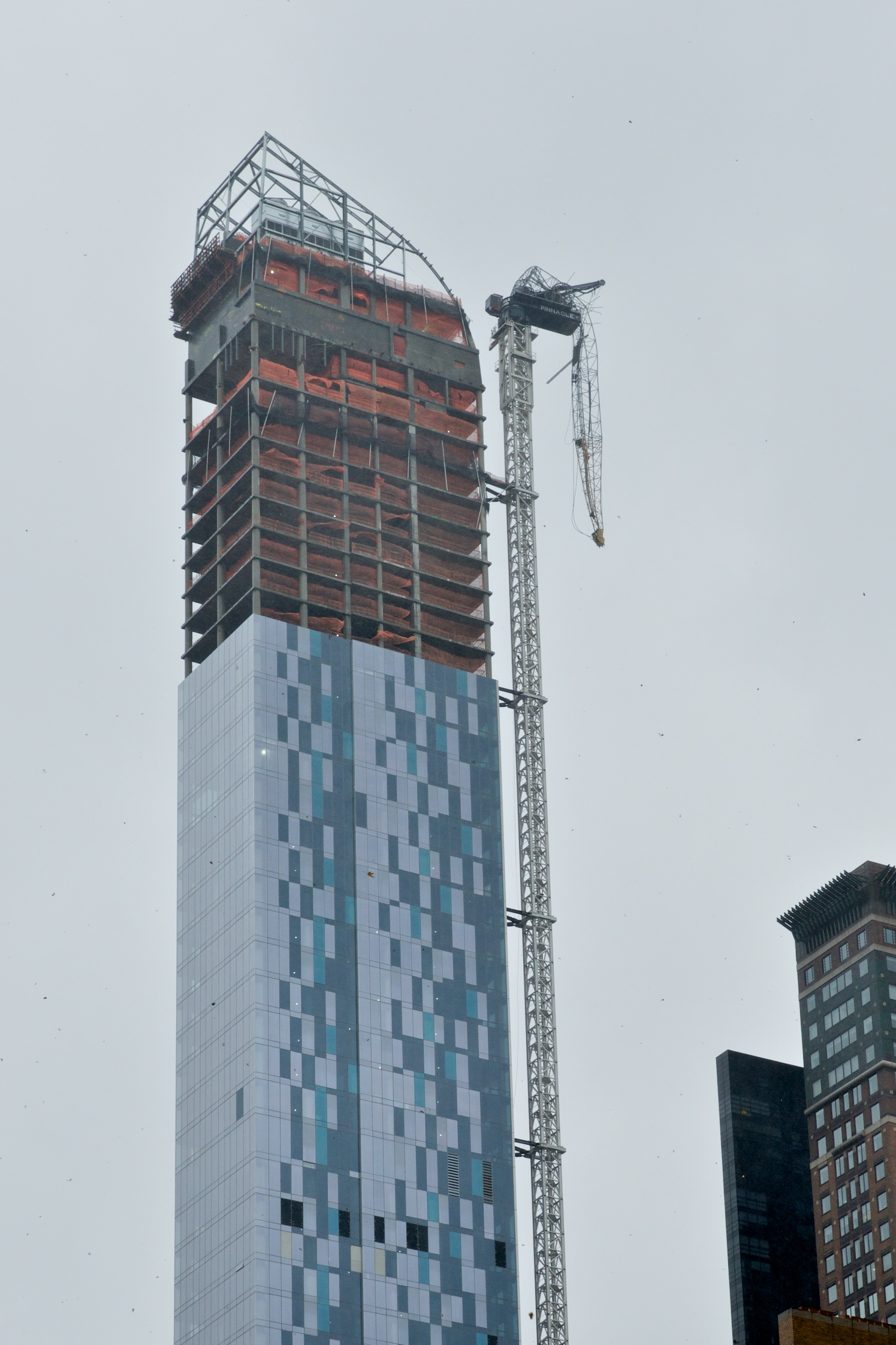
Poškozený stavební jeřáb
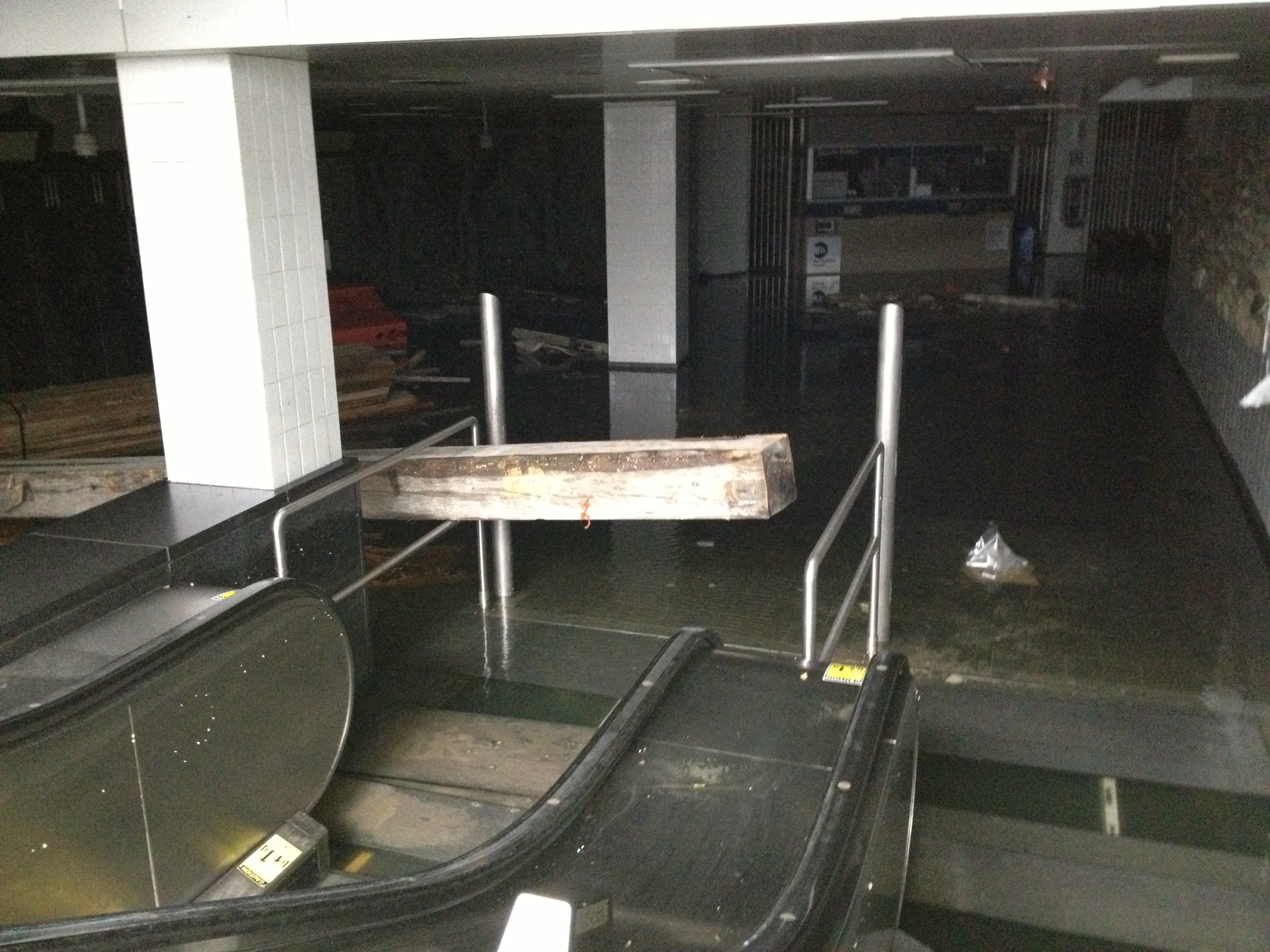
Zaplavené metro